# Файр Бриджад (футбольный клуб)
Файр Бриджад — несуществующий маврикийский футбольный клуб из города Бо-Бассен — Роз-Хилл.Самый титулованный футбольный клуб Маврикия.

## История
Футбольный клуб Файр Бриджад был основан в 1940 году. Уже спустя два года команда выиграла чемпионат Маврикия. В дальнейшем клуб регулярно выигрывал чемпионат и кубок Маврикия."Файр Бриджад" принимал участие в Лиге чемпионов и Кубке обладателей кубков КАФ.

## Африканские соревнования
Лига Чемпионов КАФ
- Африканский Кубок чемпионов 1989 Второй раунд
- Африканский Кубок чемпионов 1994 Первый раунд
- Африканский Кубок чемпионов 1995 Второй раунд

Кубок обладателей кубков КАФ
- Кубок обладателей кубков КАФ 1996 Первый раунд
- Кубок обладателей кубков КАФ 1998 Второй раунд
- Кубок обладателей кубков КАФ 1999 Предварительный раунд

## Достижения
- Чемпионат Маврикия: 1942 , 1950 , 1961 , 1973 , 1974 , 1979/1980 , 1982/1983 , 1983/1984 , 1984/1985 , 1987/1988 , 1992/1993 , 1993/1994 , 1998/1999
- Кубок Маврикия: 1980 , 1981 , 1982 , 1983 , 1986 , 1989 , 1990 , 1991 , 1994 , 1995 , 1997 , 1998
- Кубок Республики Маврикий: 1991 , 1995 , 1999